# Суликовский, Ежи
Ежи Суликовский (пол. Jerzy Sulikowski; род. 13 марта 1938, Войковице) — польский пианист и фортепианный педагог.
Сын пианистки Ванды Суликовской (урождённой Лер, 1908—1980), ученицы Юзефа Турчинского. Окончил Высшую музыкальную школу в Сопоте, ученик Збигнева Сливинского. Затем продолжил исполнительское образование в Париже под руководством Сюзанны Рош (1912—1986) и Владо Перльмутера. В 1967 г. получил первую премию на Международном конкурсе исполнителей в Женеве. Записал альбом с произведениями Мориса Равеля и Белы Бартока.
В дальнейшем, однако, посвятил себя преимущественно педагогической карьере. С 1967 г. преподавал в Гданьской музыкальной академии, с 1983 г. профессор. Одновременно с 1980 г. преподавал в Быдгощской музыкальной академии, с 1984 г. заведующий кафедрой фортепиано, в 1987—1990 гг. декан инструментального отделения. В 1991—1996 гг. профессор музыкальной академии в Мусасино (Япония). Среди его учеников, в частности, Вальдемар Малицкий и Эва Поблоцка. Был одним из инициаторов учреждения в Быдгоще Международного конкурса пианистов имени Падеревского.